# 小出正雪
小出 正雪（こいで まさゆき）は、日本人の映画監督。台湾在住。東京理科大学大学院 知的財産戦略専攻修了。知的財産修士（専門職）。

## 来歴
2003年、監督作『乾杯』が第5回インディーズ・ムービー・フェスティバル　準グランプリ受賞。
2005年、監督作『ふるり』が韓国のプチョン・ファンタスティック映画祭においてチケット売上げ1位となった。（読売新聞都民版2005年8月14日）
2009年、監督作『とべないとり』（中国語タイトル「不能飛的鳥」、英題:The Wingless Swallow、脚本・甲斐さやか、主演・張鈞甯（チャン・チュンニン）、陸奕静（ルー・イーチン））が第11回台北電影節（台北国際映画祭）のSELECTION OF CITY VISION部門に正式出品。
2011年、監督作『ふるり』がお蔵出し映画祭のコンペティション部門にノミネート、観客賞を受賞した。
2012年、「第一回みやこほっこり映画祭」（岩手県宮古市・2012年11月23日～）にて監督作『ふるり』が上映された。
2013年　「第23回にいがた国際映画祭」に招待作品として監督作『とべないとり』が上映される。
2014年、プロデュース作『一分間だけ』が第9回大阪アジアン映画祭の特別招待作品部門特集企画《台湾：電影ルネッサンス2014》にて世界初上映。

## 新聞取材の掲載歴
- 読売新聞（都民版）（2005年8月14日　「アジアで起こせ。日流ブーム　「ふるり」韓国の映画祭で」）)
- 読売新聞（都民版）（2006年11月21日　「情熱・映画に生きる・１」）)
- 読売新聞（都民版）（2006年11月22日　「情熱・映画に生きる・２」）)
- 読売新聞（都民版）（2006年11月23日　「情熱・映画に生きる・３」）)
- 読売新聞（都民版）（2006年11月24日　「情熱・映画に生きる・４」）)
- 読売新聞（都民版）（2006年11月25日　「情熱・映画に生きる・５」）)
- 読売新聞（都民版）（2007年10月13日　「銀幕にかける僕らの青春」）)
- 静岡新聞（夕刊）　（2008年2月5日）　「磐田出身　中学同窓３人が映画」）)

- 朝日新聞デジタル＞教育＞社会人のための大学院・専門職大学院特集＞社会人インタビュー Vol.46＞「映画プロデューサーとして国際的に活躍。さらなる飛躍を目指して知財を学ぶ」

## 監督
- 乾杯（2001年制作・2008年10月横浜ジャック&ベティにて公開）第５回インディーズムービーフェスティバルにて準グランプリ受賞
- 二月的故事（2003年制作・2004年2月下北沢トリウッドにて公開）
- ふるり（2004年制作・2009年12月４日台湾全土劇場公開　主演: 小山田サユリ　本郷奏多　中国語タイトル「不思議天使」　韓国語タイトル「 푸른 연인 」）　お蔵出し映画祭2011にて日本初上映
- とべないとり（2009年制作・2009年12月４日台湾全土劇場公開　中国語タイトル「不能飛的鳥」主演・張鈞甯（チャン・チュンニン）陸奕静（ルー・イーチン））　脚本:甲斐さやか）　台北映画祭2009　特別招待作品

## 製作・プロデューサー
- アディクトの優劣感（2007年製作・2007年12月公開（渋谷Q-AX）、2008年5月 同作DJバージョンのみリバイバル上映（渋谷Q-AX）　藍河兼一監督
- 一分間だけ（2014年製作・2014年5月31日公開）　原田マハ原作 主演・張鈞甯（チャン・チュンニン）　ピーター・ホー　監督：チェン・フイリン　台湾公開2014年5月9日　中国公開2015年6月19日　韓国公開2015年3月17日　台湾版タイトル「只要一分鐘」　中国版タイトル「我的男友和狗」）
- まなざし（2017年製作・2017年1月公開）札幌インターナショナルフィルムフェスティバル 2015 オフィシャル・セレクション：日本作品（インターナショナル・コンペティション）入選　戸田彬弘監督

## ライン・プロデューサー
- 松任谷由実Yuming Films vol.2　「バイバイ、ベアー〜青いエアメイル」（配信開始:2007年10月31日　主演:多部未華子　監督:甲斐さやか）

## エグゼクティブ・プロデューサー
- プリテンダーズ（公開日:2021年10月16日　主演:小野花梨　三上愛 監督:熊坂出 制作:テレビマンユニオン　東京公開館　渋谷ユーロスペース、吉祥寺UPLINK）

## アニメーション・プロデューサー
- プリンセスコネクト! Re:Dive（2018年12月19日実装日　メインストーリー第九章「狙われたライブ」・エンディングアニメーション）
- プリンセスコネクト! Re:Dive（2019年2月28日実装日　ストーリーイベント「王都の名探偵 嘆きの追跡者（ストーカー）」）

## アニメーション制作スタッフ
- 覇王大系リューナイト（1994年04月05日 - 1995年3月28日放映　制作:サンライズ 監督: 川瀬敏文　制作進行）

- 闇夜の時代劇 老ノ坂（1995年02月19日放映　製作・著作: サンライズ　脚本・演出: 今西隆志 作画: 塩山紀生 　制作進行）

- 闇夜の時代劇 甚助の耳（1995年08月02日放映　製作・著作: サンライズ　脚本・演出: 高橋良輔 作画: 三輪孝輝 　制作進行）

- 闇夜の時代劇 幕末洛中瓦版（1995年08月02日放映　製作・著作: サンライズ　脚本・演出: 今西隆志 作画: 塩山紀生  　制作進行）

- 音響生命体ノイズマン（1997年11月22日公開　制作:スタジオ4c 監督: 森本晃司 作画監督: 湯浅正明　CGIスタッフ）

- チャンス～トライアングルセッション～(2001年5月20日 - 8月26日放映　制作:マッドハウス 監督工藤進 第8話「Audition」   絵コンテ）

## キャスティング
- KANO 1931海の向こうの甲子園（2014年台湾公開　八田与一役・大沢たかおキャスティング）
- 親愛なる君へ (2020年台湾公開　日本人配役）
- 初めての珈琲（2021年台湾公開　大久保麻梨子キャスティング）

## 講演
- 「台湾、アイデンティティのゆくえ」（2003年12月13日・主催：台湾文化研究会　後援：総合文化研究所　会場：東京外国語大学）
- 「アジアで活躍する日本の映画人たち　〜台湾編」（2014年10月22日・会場：東京国際映画祭・ＴＩＦＦＣＯＭ2014）